# Chiador
Chiador é um município brasileiro do estado de Minas Gerais. Sua população estimada em 2024 era de 2 800 habitantes.
O município é atravessado pela Linha Auxiliar da antiga Estrada de Ferro Central do Brasil, onde sua estação ferroviária (datada de 1869 e aparentemente em estado de ruínas) é um ponto turístico muito frequentado por visitantes. A ferrovia se encontra atualmente concedida à Ferrovia Centro-Atlântica para o transporte de cargas.

## Pessoas ilustres
- Barão de São Geraldo: Proprietário da antiga Fazenda Santo Antônio da Cachoeira e diretor de Estrada de Ferro Dom Pedro II.